# Сухој Су-75
Сухој С-75 Шахмат је пројекат руског једномоторног млазног ловца пете генерације. Развија га руска компанија Сухој. Намењен је првенствено извозу. Руске оружане снаге су, такође, могући корисник.

## Развој и дизајн
Прототип авиона Сухој Су-75 Шахмат је први пут јавности представљен на московском авиосалону МАКС  јула 2021. године. Председник Руске Федерације, Владимир Путин, је међу првима имао прилику да се упозна са новом летелицом. Први пробни лет је предвиђен за 2023. годину, а испоруке серијских авиона су предвиђене за период 2026—2027. Планирана је производња 300 примерака у периоду од 15 година. Према главном извршном директору Ростеха, Сергеју Викторовичу Чемезову, очекивана цена износиће од 25 до 30 милиона долара по једном примерку.
Сухој Су-75 Шахмат имаће долет од 2800 до 3000 километара, моћи ће да носи 7400 килограма корисног терета, а максимална брзина биће од 1,8 до 2 маха. Моћи ће да прати и да гађа неколико циљева одједном. Поседоваће унутрашње спремнике за наоружање, у којима ће моћи да носи до пет ракета ваздух-ваздух и топ. Користиће мотор и авионику (АЕСА радар, опто-електронски комплекс) већ развијене за авион Сухој Су-57.